# Calycopeplus casuarinoides
Calycopeplus casuarinoides är en törelväxtart som beskrevs av Lindsay Stewart Smith. Calycopeplus casuarinoides ingår i släktet Calycopeplus och familjen törelväxter. Inga underarter finns listade i Catalogue of Life.